# Міоз
Міоз або міозис — надмірне звуження зіниці. Цей термін походить від давньогрецької μύειν mūein, «закривати очі». Протилежний стан, мідріаз, — це розширення зіниці. Анізокорія — це стан однієї зіниці, яка розширена більше, ніж інша.

## Причини

### Вік
- Старечий міоз (зменшення розміру зіниці людини в літньому віці)

### Хвороби
- Синдром Горнера
- Крововилив у понс (внутрішньочерепний крововилив)
- Спадкові розлади
- Кластерні головні болі при птозі
- Іридоцикліт
- Фатальне сімейне безсоння
- Афакія

### Наркотики
- Опіоїди такі як фентаніл, морфін, героїн та метадон (винятком є петидин).
- Продукти, що містять нікотин, такі як сигарети, жувальний тютюн або гумка.
- Такі імідазоліни, як клонідин, нафазолін, оксиметазолін та тетрагідрозолін.
- Антипсихотичні засоби, включаючи рисперидон, галоперидол, хлорпромазин, оланзапін, кветіапін та інші.
- Антигістамінні засоби, такі як димедрол [6].
- Холінергічні засоби, такі як ацетилхолін.
- Інгібітори ацетилхолінестерази.
- Антагоністи серотоніну, такі як Ондансетрон (протиблювотний засіб), відомий під торговою маркою Zofran.
- Деякі хімієтерапевтичні препарати проти раку, включаючи похідні камптотецину.
- Міртазапін, норадренергічний та специфічний серотонінергічний антидепресант (NaSSA).
- Деякі інгібітори МАО.
- Пілокарпінові очні краплі та всі інші парасимпатоміметики.
- У деяких рідкісних випадках при впливі гірчичного газу.
- Фосфорорганічні речовини.

## Фізіологія фотомоторного рефлексу
Світло, що потрапляє в око, вражає три різні фоторецептори в сітківці: знайомі палички та колбочки, що використовуються при формуванні зображень, і більш нещодавно відкриті фоточутливі клітини гангліїв. Гангліозні клітини дають інформацію про рівень навколишнього освітлення та реагують мляво порівняно з паличками та колбочками. Сигнали від світлочутливих гангліозних клітин виконують безліч функцій, включаючи гостре пригнічення гормону мелатоніну, захоплення циркадних ритмів організму та регулювання розміру зіниці.
Фоторецептори сітківки перетворюють світлові подразники в електричні імпульси. Нерви, що беруть участь у зміні розміру зіниці, з’єднуються з прецектальним ядром високого середнього мозку, минаючи бічне колінчасте ядро та первинну зорову кору. З прецектального ядра нейрони направляють аксони на нейрони ядра Едінгера- Вестфала, вісцеромоторні аксони яких проходять уздовж лівого та правого окорухових нервів. Аксесони вісцеромоторних нервів (які складають частину черепного нерва III, разом із соматомоторною частиною, отриманою з ядра Едінгера-Вестфала), синапсують на нейронах циліарних гангліїв, парасимпатичні аксони яких іннервують м’яз сфінктера райдужки, викликаючи міоз.